# MSC Sinfonia
Die MSC Sinfonia ist ein Kreuzfahrtschiff der Reederei MSC Cruises. Das Schiff ist unter der Billigflagge Panama registriert.

## Geschichte
Das Schiff wurde 2002 im Auftrag der griechischen Reederei Festival Cruises auf der Werft Chantiers de l’Atlantique in Saint-Nazaire gebaut. Es wurde unter dem Namen European Stars in Dienst gestellt und ebenso wie ihr 2001 gebautes Schwesterschiff European Vision (jetzt MSC Armonia) bis zum Konkurs der Reederei im Jahr 2004 betrieben. Weitere bauähnliche Schiffe sind die MSC Lirica und MSC Opera sowie die kürzere Costa neoRiviera von Costa Crociere, die ebenfalls für Festival Cruises, unter dem Namen Mistral, gebaut wurde. Die European Stars bot 1.554 Passagieren in 777 Kabinen Platz.
Am 16. Juli 2004 übernahm die italienische Reederei MSC das Schiff und taufte es auf seinen heutigen Namen MSC Sinfonia. Die MSC Sinfonia wird hauptsächlich für Kreuzfahrten im Mittelmeer, aber auch nach Südamerika eingesetzt.
Vom 12. Januar 2015 bis zum 25. März 2015 wurde die MSC Sinfonia durch die italienische Werft Fincantieri in Palermo auf 275 m verlängert und mit modernerer Technik und neuen Möglichkeiten zur Unterhaltung der Gäste ausgestattet. Im Rahmen des sogenannten „Renaissance-Programms“ der Reederei wurde dabei sowohl bei ihr, als auch bei allen anderen Schiffe der Lirica-Klasse, die maximal zulässige Passagierzahl durch etwa 200 zusätzliche Kabinen auf 2680 angehoben.